# گارد ملی جمهوری آذربایجان
گارد ملی جمهوری آذربایجان (ترکی آذربایجانی: Azərbaycan Milli Qvardiyası) رسته‌ای از نیروهای مسلح جمهوری آذربایجان است و به عنوان یک نهاد نیمه‌مستقل عمل می‌کند.
گارد ملی جمهوری آذربایجان بر اساس فرمان شماره ۵۲۴ رئیس جمهوری این کشور مورخ ۲۵ دسامبر سال ۱۹۹۱ به تأسیس رسید. این نیرو تا سال ۱۹۹۶ به‌طور مستقل فعال بود، ولی امروزه به نظر می‌رسد تحت خدمت دولتی محافظت ویژه جمهوری آذربایجان به فعالیت خود ادامه می‌دهد.

## تاریخچه
گارد ملی جمهوری آذربایجان در ۲۵ دسامبر سال ۱۹۹۱ دایر گردید. در بدو تأسیس، نظام سربازگیری این نیرو متکی بر سربازی با قرارداد داوطلبانه دو ساله بود. طبق فرمان رئیس جمهوری آذربایجان به تاریخ ۳۱ ژوئیه سال ۱۹۹۱ گارد ملی به یک نیروی مسلح تبدیل گشت.
پرسنل گارد ملی موظف به انتقال پرچم جمهوری آذربایجان و نماد المپیک هنگام برگزاری مراسم افتتاحیهٔ بازی‌های اروپایی ۲۰۱۵ را بر عهده داشتند.

## ماموریت‌ها
ماموریت‌ها و تعهدات گارد ملی جمهوری آذربایجان از موارد ذیل قرار می‌باشد:
- حراست از تأسیسات و اماکن دولتی چون مجلس ملی و نهاد ریاست جمهوری آذربایجان
- محافظت از سران کشورهای خارجی در سفر به جمهوری آذربایجان به سر می‌برند
- ارائهٔ یگان‌های تشریفاتی در زمان برگزاری مراسم‌های تشریفاتی[۴]

## نگارخانه

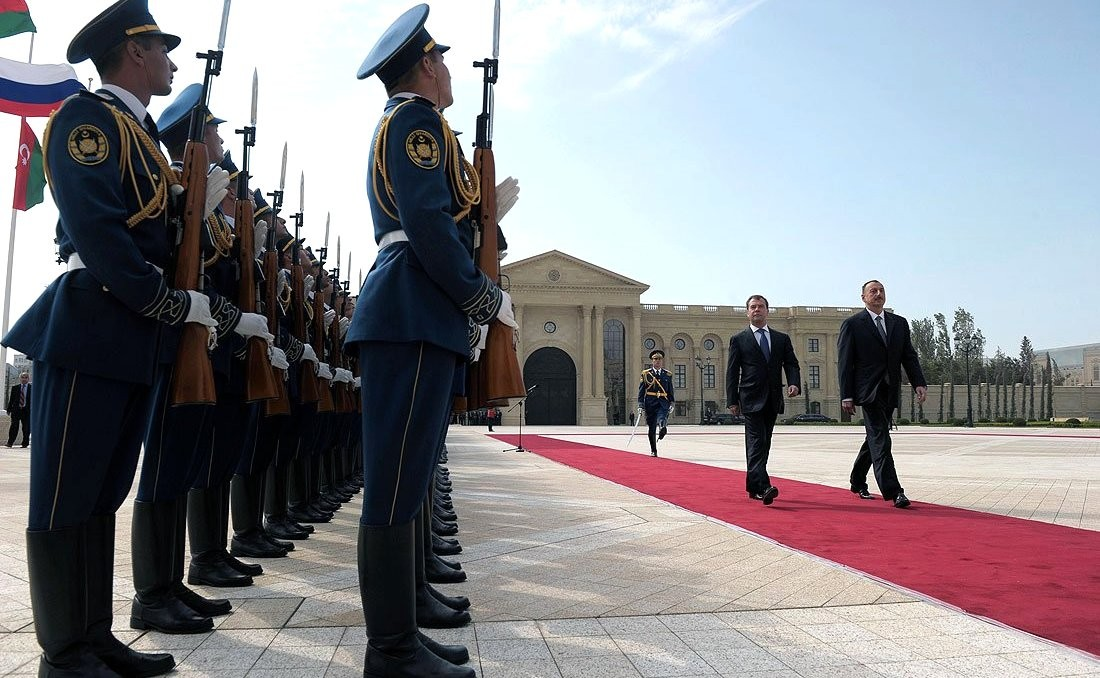
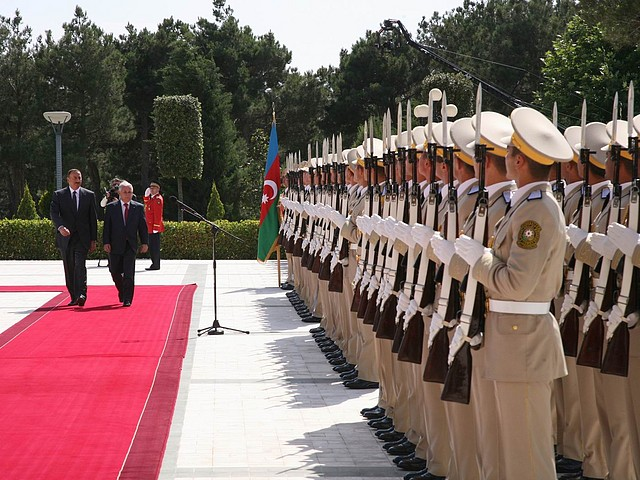
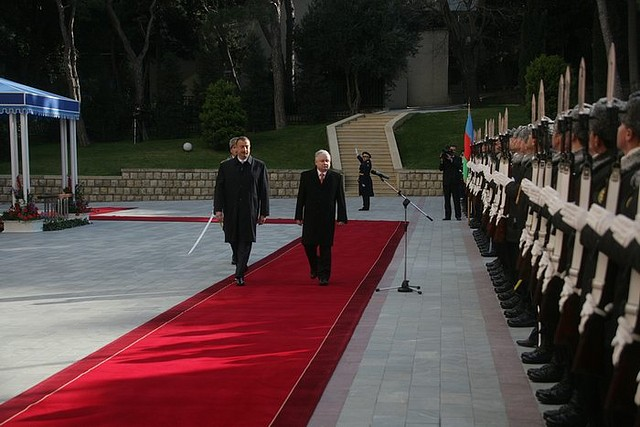
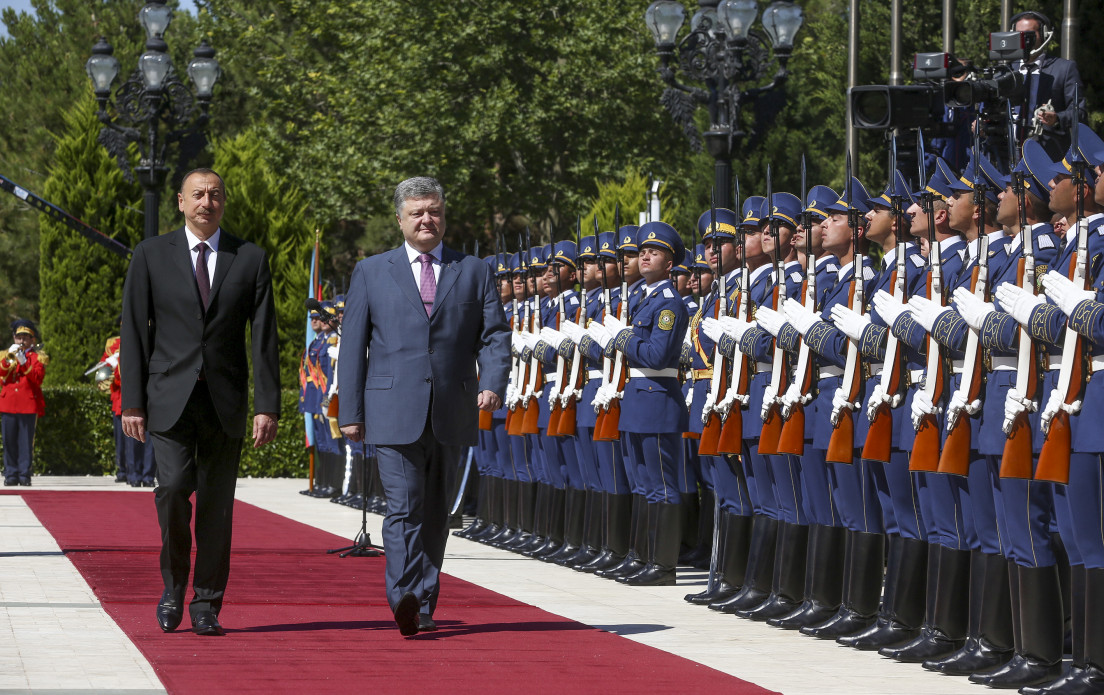
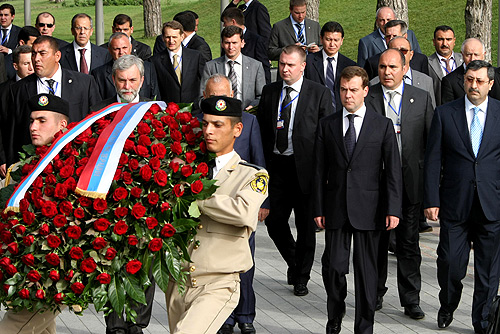
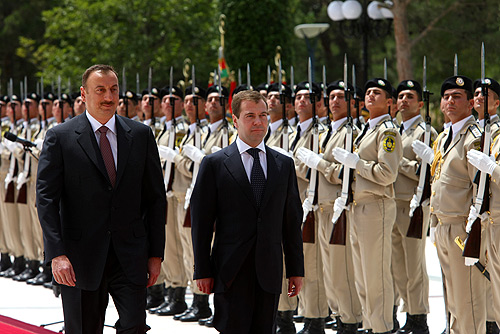
دمیتری مدودف و الهام علی‌اف همگام سفر رسمی مدودف به باکو در سال ۲۰۰۸ از یگان ویژه تشریفات مستقر سان می‌بینند.
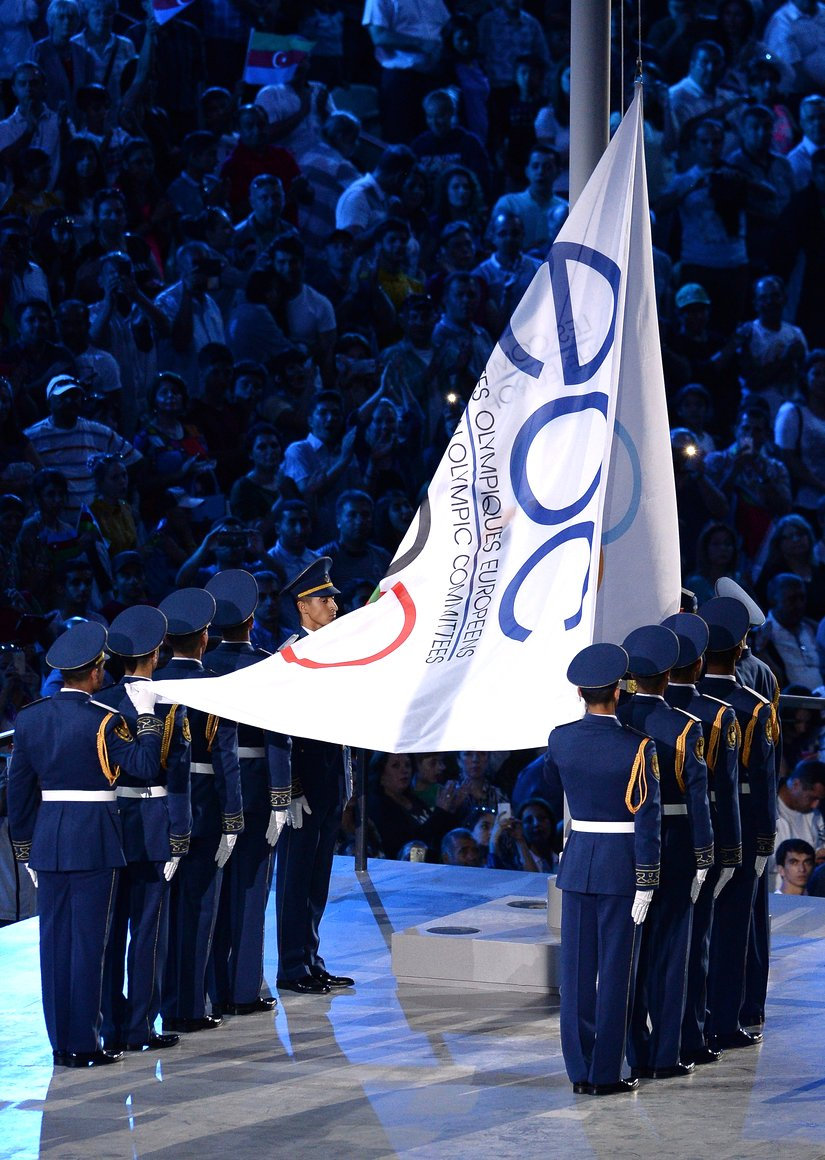
سربازان گارد ملی آذربایجان پرچم المپیک را به اهتزاز درمی‌آورند.
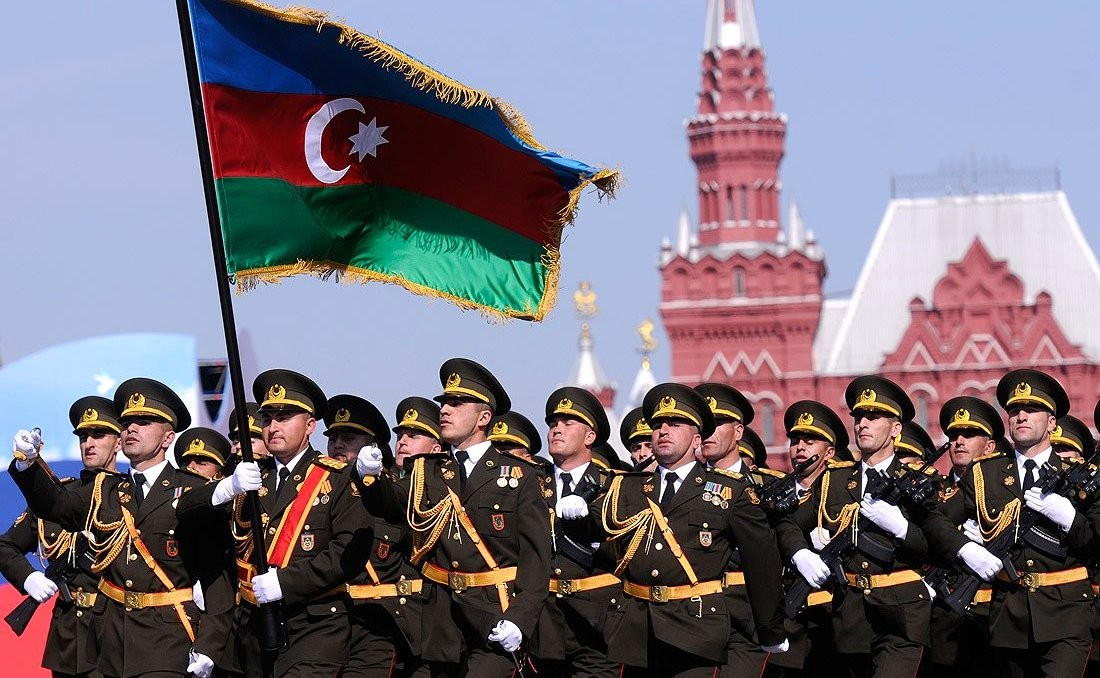
سربازان گارد ملی جمهوری آذربایجان در رژه پیروزی در مسکو در سال ۲۰۱۰.